# Christmas Spirit
Christmas Spirit (с англ. — «Дух рождества») — пятнадцатый студийный альбом американской певицы Донны Саммер, выпущенный 4 октября 1994 года. Альбом имеет рождественскую тематику, в него вошли известные шлягеры в исполнении Донны, а также новые песни.
Альбом спродюсирован Михаэльем Омартианом, который уже ранее работал с Донной Саммер над альбомами She Works Hard for the Money и Cats Without Claws, где также выступал продюсером и композитором. В 2005 году вышло переиздание альбома в Европе под названием 20th Century Masters: The Best of Donna Summer: The Christmas Collection на лейбле Universal Music. По состоянию на 2006 годы в общей сложности было продано более 40 000 копий альбома.

## Список композиций
| №   | Название                                                                                  | Автор(ы)                                    | Длительность |
| --- | ----------------------------------------------------------------------------------------- | ------------------------------------------- | ------------ |
| 1.  | «White Christmas»                                                                         | Ирвинг Берлин                               | 2:55         |
| 2.  | «The Christmas Song»                                                                      | Мел Торме, Роберт Уэллс                     | 4:20         |
| 3.  | «O Come All Ye Faithful»                                                                  | Фредерик Окли, Джон Фрэнсис Уэйд            | 4:40         |
| 4.  | «Christmas is Here»                                                                       | Донна Саммер, Михаэль Омартиан, Брюс Судано | 3:22         |
| 5.  | «Christmas Medley: What Child Is This?» / «Do You Hear What I Hear?» / «Joy to the World» | Дикс, Гендель, Рэгни, Шейн                  | 5:20         |
| 6.  | «I’ll Be Home for Christmas»                                                              | Бак Рэм, Ким Гэннон, Уолтер Кент            | 3:30         |
| 7.  | «Christmas Spirit»                                                                        | Саммер, Омартиан, Судано                    | 4:53         |
| 8.  | «Breath of Heaven»                                                                        | Эми Грант, Крис Итон                        | 6:04         |
| 9.  | «O Holy Night»                                                                            | Адольф Адан, Джон Салливан Дуайт            | 4:12         |
| 10. | «Lamb of God»                                                                             | Омартиан, Саммер                            | 7:24         |

## Позиции в хит-парадах
| Чарт (2007)                        | Высшая позиция |
| ---------------------------------- | -------------- |
| США (Billboard Top Holiday Albums) | 40             |